# Paolo Dosi
Paolo Dosi (Piacenza, 28 marzo 1954) è un ex politico italiano, sindaco di Piacenza dal 2012 al 2017.

## Biografia
Laureato in giurisprudenza, ha lavorato due anni in un'azienda di autotrasporti e poi nella casa editrice e libreria "Berti". Eletto nel consiglio comunale di Piacenza nel 2002 per il centrosinistra (vincitore di quella tornata elettorale), dal 2004 al 2012 ha ricoperto il ruolo di assessore nella giunta comunale di Reggi (Margherita, poi PD) nel campo delle politiche giovanili, cultura, turismo e sport.
Dopo aver vinto le primarie comunali del centro-sinistra piacentino nel 2011, Paolo Dosi è stato il candidato Sindaco della coalizione di centrosinistra composta da: Partito Democratico, Moderati per Dosi, Italia dei Valori, Sinistra per Piacenza (lista unica composta da SEL, PSI e FdS); al primo turno il 6 e 7 maggio 2012 Dosi (PD) ha ottenuto il primo posto con il 47,1% per poi venir eletto Sindaco al ballottaggio del 20 e 21 maggio 2012 con il 57,77% dei consensi contro il 42,23% ottenuto da Andrea Paparo (esponente del PDL); dopo la vittoria, Paolo Dosi si è ufficialmente insediato a Palazzo Mercanti (la sede dell'ufficio del Sindaco) succedendo a Roberto Reggi (il quale lo aveva sostenuto durante le "primarie comunali" del 2011 contro la volontà di Pier Luigi Bersani) nella carica istituzionale di Sindaco di Piacenza: la formazione della giunta Dosi è stata al centro di forti scontri tra l'area cattolica (capeggiata da Dosi e Reggi, con quest'ultimo dichiaratamente sostenitore di Enrico Letta alle primarie del 2007 e di Matteo Renzi nelle primarie del 2012. Notare che Dosi, Reggi, Letta e Renzi sono tutti e 4 membri dell'area del PD che discende dall'ala cattolica dell'ex-Margherita) e l'area ex-PCI/PDS/DS (vicina all'allora Segretario Nazionale del PD, l'on. Bersani) del PD piacentino.
Nel gennaio 2014, dopo appena un anno e mezzo alla guida della giunta, vengono infatti alla luce alcuni problemi che attirano l'attenzione anche della stampa nazionale, oltre che di quella locale. Criticato da più parti per un certo "immobilismo", il Sindaco Paolo Dosi ha annunciato (e poi eseguito) un rimpasto della giunta per sostituire alcuni assessori da lui definiti come "poco coesi" con l'azione governativa: questa iniziativa però scatena dure critiche e reazioni da molte parti politiche, anche interne alla maggioranza, in quanto vista come una specie di "resa dei conti" interna al PD dopo che Matteo Renzi era stato eletto come Segretario Nazionale del PD poco tempo prima; alla base del rimpasto ci sarebbe una sorta di "epurazione" degli assessori facenti riferimento alla corrente di Pier Luigi Bersani e di Gianni Cuperlo, non graditi al renziano ex-lettiano Roberto Reggi, additato dai vari media locali e nazionali come il vero regista dell'operazione: il 10 gennaio 2014 si dimettono infatti il vice sindaco Francesco Cacciatore (appartenente alla corrente Bersani/Cuperlo che aveva sfidato nel 2011 Paolo Dosi alle primarie per la scelta del candidato sindaco) e l'assessore al nuovo welfare Giovanna Palladini. Dosi, assalito dalle critiche, non cede e va avanti col rimpasto, rimanendo fermo sulla sua linea: oltre agli assessori dimissionari, il Sindaco ne sostituisce altri due e quindi il 15 gennaio 2014 nasce la giunta Dosi-ter, ma le polemiche non accennano a placarsi. Tutte le opposizioni si compattano e chiedono le dimissioni del Sindaco (per ottenere le elezioni anticipate da "agganciare" alle Europee del 25 maggio 2014 in un unico election day tra il voto europeo e il primo turno delle comunali); Dosi però apparve determinato ad andare avanti assumendosi la responsabilità e le conseguenze della decisione del rimpasto negando il voto anticipato e dopo questa vicenda è sceso il gradimento del PD locale, del Sindaco e della giunta presso la cittadinanza.
Nel gennaio 2014 durante la polemica a proposito del rimpasto della giunta comunale guidata da Paolo Dosi (PD) gli ex Sindaci di Piacenza Stefano Pareti (Partito Socialista Italiano, in carica dal 1980 al 1985), Franco Benaglia (Partito Socialista Italiano, in carica dal 1990 al 1992), Anna Braghieri (Democrazia Cristiana, in carica dal 1992 al 1993) e Giacomo Vaciago (indipendente di centrosinistra sostenuto dalla Alleanza dei Progressisti in carica dal 1994 al 1998) insieme a Guidotti si sono tutti schierati contro il Sindaco a quel tempo in carica Paolo Dosi (un evento mai accaduto prima secondo la stampa locale piacentina) perché secondo tutti gli ex Sindaci citati il rimpasto effettuato da Dosi (con le relative polemiche che hanno spaccato la sua maggioranza di centrosinistra e infiammato tutte le opposizioni) è «peggio della Prima Republica» e nel dicembre 2016 Dosi, anche a causa di questa controversia, ha annunciato il proprio ritiro dalla politica attiva rinunciando a ricandidarsi come Sindaco per ottenere un secondo (e ultimo) mandato.
Dosi il 6 dicembre 2015 viene ricoverato all'ospedale comunale di Piacenza a causa di un malore e a tal proposito il 16 dicembre 2016 il Sindaco Dosi ha pubblicato un annuncio che ha messo fine alla sua carriera politica: «Fare il sindaco è pesante. Non mi ricandido. Avevo deciso da tempo. Ho vissuto tante difficoltà, soprattutto dopo il mio problema di salute. Ora non voglio avere un ruolo nella campagna elettorale, m'impegnerò fino all'ultimo con la mia Giunta». Paolo Dosi alle elezioni comunali del giugno 2017 sostiene il candidato del PD, il professore di economia della Cattolica Paolo Rizzi (perché costui ha ricandidato nelle sue liste ben 7 degli 8 assessori dell'ultima giunta Dosi). Dopo la sconfitta di Rizzi che chiude i 15 anni di ininterrotto governo del centrosinistra piacentino, il Sindaco uscente Dosi consegna alla vincitrice delle elezioni, l'avvocatessa Patrizia Barbieri (centrodestra), la guida del Comune, e quindi lui (ormai libero cittadino, non ricandidato neppure come consigliere comunale) lascia definitivamente la politica attiva.

## Vita privata
Paolo Dosi è nato a Piacenza ed è sposato con Stefania. La coppia ha due figli.